# Abel Robert
 
Abel Robert, né le 28 avril 1873 à Reims où il est mort le 23 janvier 1963, est un architecte français, ayant beaucoup œuvré dans la reconstruction de Reims.
Associé à l'architecte André Salaire, ils sont à l'origine de plus d'une centaine d'habitation. Il est également l'architecte de la Cité jardin du Chalet à Reims.

## Biographie
Abel Georges Robert est né le 26 avril 1873 à Reims.
Il est commis à 17 ans chez Alphonse Gosset puis à Paris chez Eugène Dutarque.
Il participe au concours de reconstruction fin 1918.
Son cabinet était situé à Reims 44 rue Saint Symphorien à Reims. Il s’associe un temps avec l’architecte André Salaire.
Il se marie en 1901 avec Jeanne Laurence Félix (1882-1974) et aura un fils Maxime Robert (1902-1991) qui prendra sa succession en 1933.
Il meurt en 1963 et est inhumé au cimetière de l'Est de Reims.

## Fonctions
Il fut :
- membre de la Société de Architectes de la Marne (S.A.M.) en 1918,
- architecte pour la reconstruction de la commune d’Hermonville,

## Œuvres
- Cité jardin du Chalet à Reims,
- Champagne Lanson 64-70, rue de Courlancy à Reims, Ces bâtiments sont repris comme éléments de patrimoine d’intérêt local[3].

## Galerie

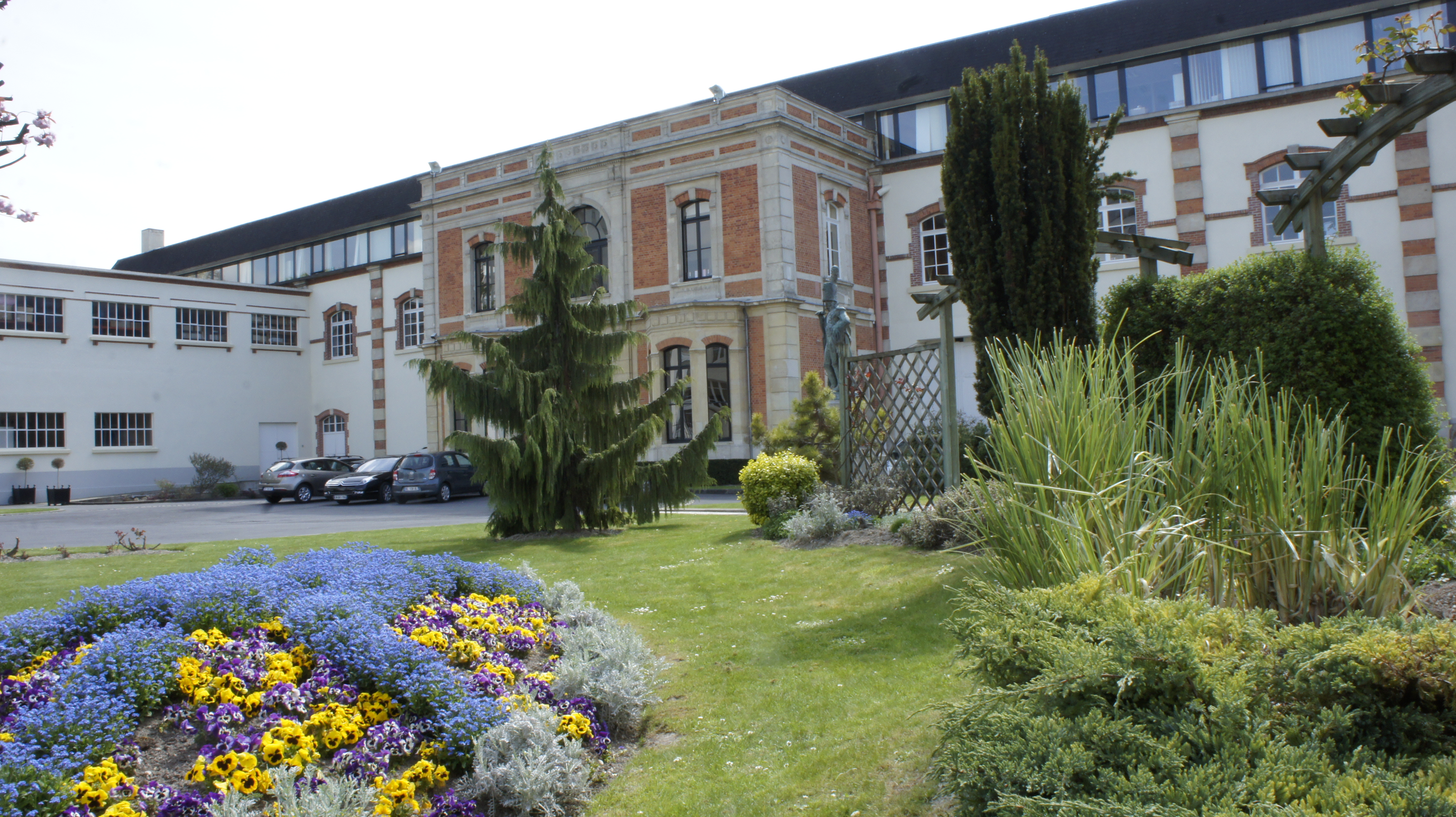
AU n°64-70, cour du Champagne Lanson,
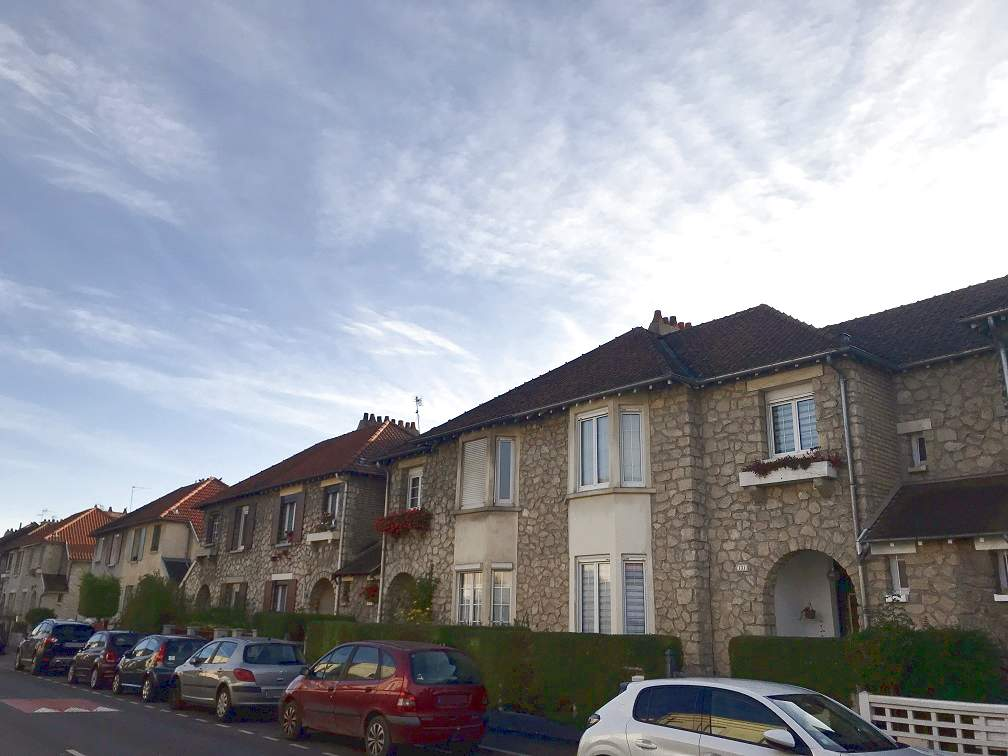
Cité-jardin du Chalet.
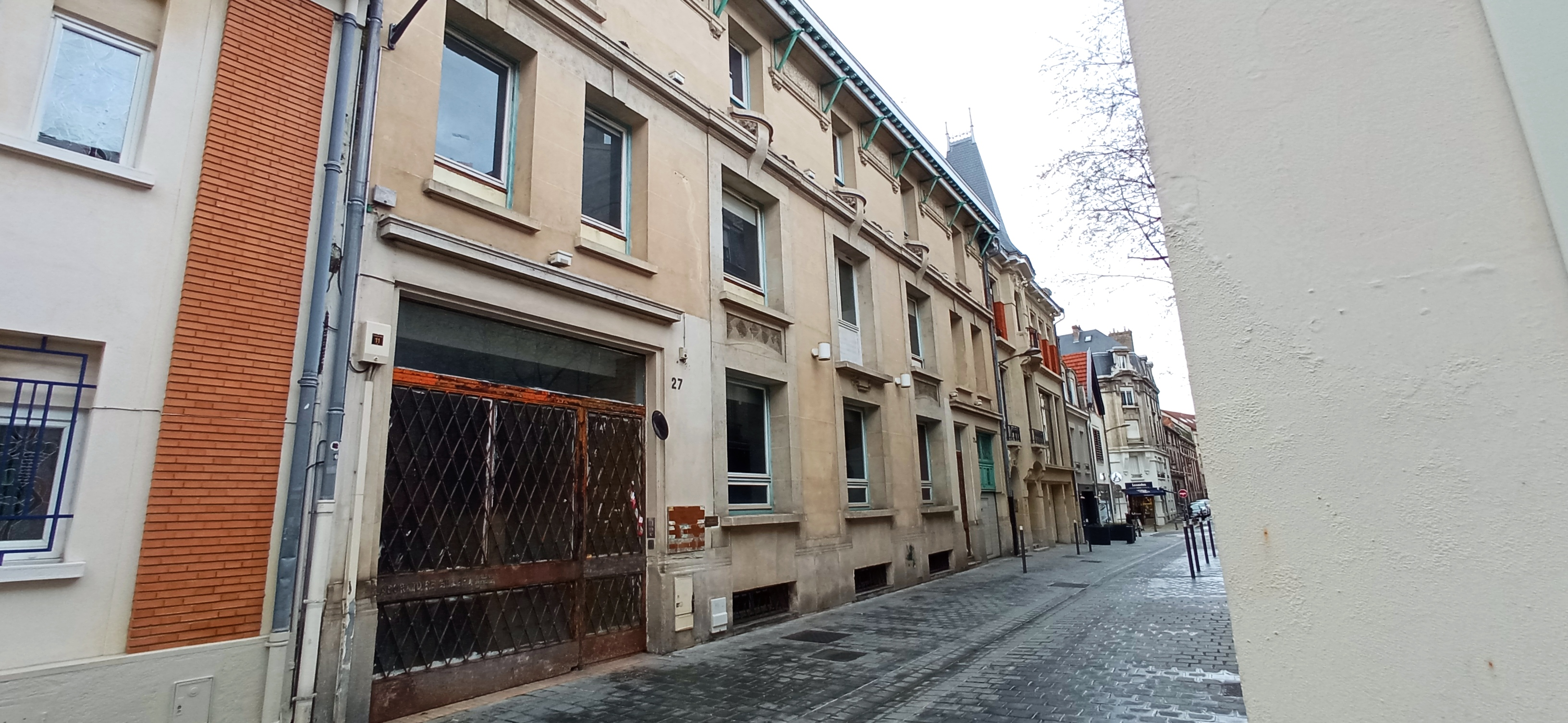
Le 31 de la rue du Clou-dans-le-Fer.
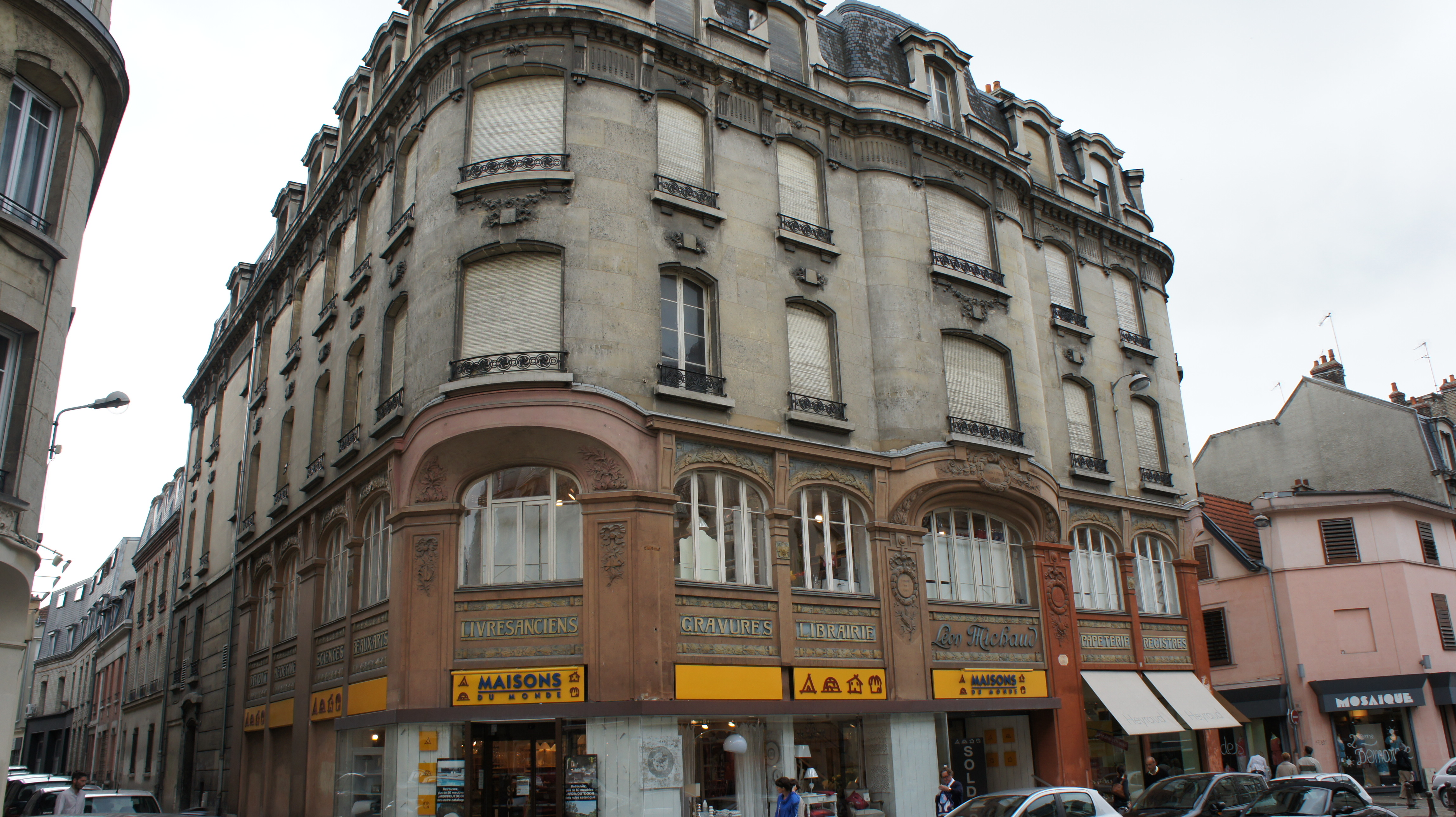
La librairie Michaud, rue du Cadran-Saint-Pierre.